# Llista de simuladors gratuïts de circuits electrònics
Els programaris simuladors de circuits electrònics de caràcter gratuït : 

## Simuladors de circuits analògics
| Nom                         | Llicència | Funcionalitats     |
| --------------------------- | --------- | ------------------ |
| Electric VLSI Design System | GNU       | Editor             |
| Oregano (software)          | GNU       | Editor i simulació |
| SPICE i variants            | BSD       | Simulació          |

## Simuladors de circuits digitals
| Nom      | Llicència | Funcionalitats     |
| -------- | --------- | ------------------ |
| KTechLab | GNU       | Editor i simulació |
| Logisim  | GNU       | Editor i simulació |
| gpsim    | GNU       | Editor i simulació |

## Simuladors mixtos de circuits analògics i digitals
| Nom                                   | Llicència | Funcionalitats     |
| ------------------------------------- | --------- | ------------------ |
| Circuits Cloud                        | BSD       | Editor i simulació |
| GNU Circuit Analysis Package (Gnucap) | GNU       | Editor i simulació |
| Ngspice                               | BSD       | Editor i simulació |
| Qucs                                  | GNU       | Editor i simulació |
| Xyce                                  | GNU       | Editor i simulació |
| qelectrotech                          | GNU       | Editor i simulació |

## Simuladors d'ones electro-magnètiques
| Nom       | Llicència | Funcionalitats     | Algorisme |
| --------- | --------- | ------------------ | --------- |
| openEMS   | GNU       | Editor i simulació | FDTD      |
| Elmer FEM | GPL       | Editor i simulació | FEM       |

## Simuladors amb la possibilitat de llicències propietàries
| Nom       | Llicència        | Funcionalitats     |
| --------- | ---------------- | ------------------ |
| EasyEDA   | Gratuït/Pagament | Editor i simulació |
| CPU Sim   | Gratuït/Pagament | Editor i simulació |
| LTspice   | Gratuït/Pagament | Editor i simulació |
| Micro-Cap | Gratuït/Pagament | Editor i simulació |
| SapWin    | Gratuït/Pagament | Editor i simulació |